# Орла
Орла (пол. Orła) — село в Польщі, у гміні Паженчев Зґерського повіту Лодзинського воєводства.
Населення — 318 осіб (2011).

## Демографія
Демографічна структура станом на 31 березня 2011 року:
|          | Загалом | Допрацездатний вік | Працездатний вік | Постпрацездатний вік |
| -------- | ------- | ------------------ | ---------------- | -------------------- |
| Чоловіки | 170     | 37                 | 114              | 19                   |
| Жінки    | 148     | 32                 | 85               | 31                   |
| Разом    | 318     | 69                 | 199              | 50                   |